# Swede Savage
David Earl "Sweede" Savage, Jr. (San Bernardino, 26 de agosto de 1946 — Indianápolis, 2 de julho de 1973) foi um automobilista norte-americano. Faleceu em consequência de um grave acidente nas 500 Milhas de Indianápolis de 1973.

## Biografia

### Início e projeção
Savage começou a praticar Soap Box Derby com a idade de cinco anos. Mudou, em seguida, para carros Midget, e aos 12, para corridas de Kart. Na sua adolescência, já competia pilotando motos. Foi homenageado como jogador de futebol no ensino médio da Escola San Bernardino, como júnior, mas o prêmio foi considerado inelegível no último ano, porque havia aceitado prêmios em dinheiro ao disputar corridas.
Em janeiro de 1967, Savage fez questão de aparecer em uma sessão de testes da Ford Motor Company, na Riverside International Raceway. Participaram, entre outros, a lenda do automobilismo Dan Gurney. Também presente estava um relações-públicas da Ford, chamado Monte Roberts, que assistiu Savage calmamente pilotar uma motocicleta por uma milha e, o achando atrevido e dotado de indiscutível talento, incentivou os funcionários da famosa montadora para que o contratassem. Depois de uma temporada parcial na Nascar pilotando para a Ford Holman-Moody, Savage recebeu um telefonema de Gurney, convidando-o para o sul da Califórnia tentar a sorte em corridas de carros.
Savage estreou na United States Road Racing Championship (USRRC), em abril de 1968, pilotando um Lola T70 Mk III na Canadian-American Challenge Cup ou Can-Am. Ele terminou em quinto na sua primeira experiência com o carro. Em 1968 e 1969, também correu pela Nascar. Em 1969, participou da Daytona 500, a principal prova da categoria, parando na volta 124.
Com o programa de corridas da AAR cortado devido a problemas de orçamento, Savage se tornou um piloto semi-profissional de corridas de motos na zona sul da Califórnia. Em 1970, Savage, com o apoio de Gurney, pilotou uma Plymouth Barracuda na Trans-Am Series.
Dirigindo um Ford Eagle-IndyCar, Savage ganhou o "Bobby Ball 150" no Phoenix International Raceway, em outubro de 1970. Essa seria a última corrida na qual dirigiu para a All American Racers, e automaticamente como único piloto profissional. Em março de 1971, Savage entrou no Questor Grand Prix, no Autódromo de Ontário, dirigindo uma Eagle-Plymouth Formula 5000. Por conta de problemas no acelerador, Savage sofreu ferimentos quase fatais na cabeça por conta de um acidente. Voltou a dirigir no início de 1972.
Competiu nas 500 Milhas de Indianápolis por duas vezes. Em 1972, terminou em 32º após sair na sexta volta com problemas mecânicos.

### Acidente e posterior falecimento na edição de 1973
Na edição de 1973 das 500 Milhas de Indianápolis, Savage pilotou um Eagle-Offenhauser  patrocinado pela STP preparado pelo especializado mecânico George Bignotti. Fora o piloto mais rápido durante a maior parte dos testes preparatórios para a corrida. No primeiro dia da fase de qualificação, as fortes rajadas diminuíram a sua velocidade, mas ainda assim quebrou o recorde da pista com uma média de quatro voltas com 196.582 mph (316.368 km/h). No final do dia, como os ventos diminuíram, Johnny Rutherford, Bobby Unser e Mark Donohue bateram o tempo de Savage.
Durante a corrida, manteve a liderança de 43 das 54 voltas, e depois fez o seu primeiro pit-stop. Ele voltou em segundo lugar, logo atrás de Al Unser. Savage saiu de sua parada com 70 galões de combustível e um novo pneu traseiro direito ainda frio. Na volta 58, estando apenas atrás de Unser, que estava prestes também a fazer um pit-stop, e na expectativa da chegada de uma tempestade, perdeu o controle da direção. A metade direita da asa traseira havia se soltado, fazendo com que o seu carro se contorcesse para trás. Em seguida, deslizou para dentro da pista a uma grande velocidade, acertando a parede quase de frente. A força do impacto, agravado pela carga completa de combustível, fez com o mesmo explodisse e formasse uma labareda de 60 metros de altura. Savage, ainda preso em seu assento, foi jogado para o outro lado do circuito. O piloto permaneceu plenamente consciente na parte exterior de retensão mas totalmente exposto enquanto o carro permanecia em uma piscina de combustível de metanol em chamas. Por um longo tempo os espectadores que testemunharam o acidente o consideraram o mais espetacular envolvendo um único carro na história do Indianapolis Motor Speedway.
No momento do acidente, os pilotos, via rádio, reclamavam acerca do derramamento de óleo sobre a pista. A Johnny Rutherford havia sido dada a bandeira preta por deixar cair óleo sobre a pista. Dentre os que protestavam estava Jerry Grant, que mencionou o ocorrido a Dave Diles, da ABC Sports, após o acidente de Savage. Diles, mais tarde, foi filmado limpando petróleo na frente do carro de Joe Leonard para provar seu ponto de vista. Até Bobby Unser, que tinha uma relação pessoal tensa com Savage e, que havia muitas vezes ridicularizado a capacidade do jovem piloto, protestou que os corredores estavam em uma pista insegura. Durante os replays do acidente de Savage, veiculados na ABC Sports, Jim McKay e Chris Economaki também mencionaram que a asa traseira poderia ter se soltado, possivelmente contribuindo para o acidente.
Um jovem membro da Patrick Savage Racing (equipe do ex-piloto Graham McRae), Armando Teran, correu por todo o pit lane em um esforço para vir em auxílio de Savage, mas acabou atingido por um caminhão de bombeiros. Teran foi morto instantaneamente.
Savage ainda brincou com a equipe médica após seu acidente, e se esperava que vivesse quando foi levado ao Methodist Hospital Medical Center. No entanto, faleceu 33 dias após o acidente. É amplamente relatado que morrera de insuficiência renal por infecção, mas o Dr. Steve Olvey, médico assistente de Savage na Indy, e mais tarde Diretor da CART de Assuntos Médicos, afirmou em seu livro que a verdadeira causa da morte foram complicações relacionadas com sangue contaminado. Olvey reiterou que Savage contraiu hepatite B a partir de uma transfusão, fazendo com que seu fígado entrasse em colapso.
Ele foi enterrado no cemitério de San Bernardino, sua cidade natal. Casado e com uma filha de seis anos de idade, sua viúva Sheryl estava esperando o segundo filho no momento de sua morte.

## Resultados nas 500 Milhas de Indianápolis
| Ano    | Carro  | Início | Qualificação | Rank   | Posição | Voltas | Led | Abandono  |
| ------ | ------ | ------ | ------------ | ------ | ------- | ------ | --- | --------- |
| 1972   | 42     | 9      | 181.726      | 17     | 32      | 5      | 0   | Rod       |
| 1973   | 40     | 4      | 196.582      | 4      | 22      | 57     | 12  | Batida T4 |
| Totais | Totais | Totais | Totais       | Totais | Totais  | 62     | 12  |           |

| Partidas  | 2 |
| Poles     | 0 |
| Liderança | 0 |
| Vencedor  | 0 |
| Top 5     | 0 |
| Top 10    | 0 |
| Abandono  | 2 |